# Біскупиці-Мельштинські
Біскупиці-Мельштинські (пол. Biskupice Melsztyńskie) — село в Польщі, у гміні Чхув Бжеського повіту Малопольського воєводства.
Населення — 712 осіб (2011).
У 1975-1998 роках село належало до Тарновського воєводства.

## Демографія
Демографічна структура станом на 31 березня 2011 року:
|          | Загалом | Допрацездатний вік | Працездатний вік | Постпрацездатний вік |
| -------- | ------- | ------------------ | ---------------- | -------------------- |
| Чоловіки | 352     | 76                 | 238              | 38                   |
| Жінки    | 360     | 77                 | 215              | 68                   |
| Разом    | 712     | 153                | 453              | 106                  |